# Europapokal der Pokalsieger (Handball) 2000/01
Am EHF-Europapokal der Pokalsieger 2000/01 nahmen 36 Handball-Vereinsmannschaften teil, die sich in der vorangegangenen Saison in ihren Heimatländern im Pokalwettbewerb für den Wettbewerb qualifizieren konnten. Es war die 26. Austragung des Pokalsiegerwettbewerbs. Titelverteidiger war der spanische Verein Portland San Antonio. Die Pokalspiele begannen am 14. Oktober 2000 und endeten mit dem zweiten Finalspiel am 28. April 2001. Im Finale konnte sich SG Flensburg-Handewitt gegen Ademar León durchsetzen.

## Modus
Der Wettbewerb startete mit vier Spielen in Runde 2. Die Sieger zogen in Runde 3 ein, in der weitere, höher eingestufte, Mannschaften einstiegen. Alle Runden inklusive des Finales wurden im K.-o.-System mit Hin- und Rückspiel durchgeführt. Der Gewinner des Finales war Europapokalsieger der Pokalsieger der Saison 2000/01.

## Runde 2
Die Hin- und Rückspiele fanden zwischen dem 14. Oktober 2000 und dem 22. Oktober 2000 statt.
|                        | Gesamt  |                        | Hinspiel | Rückspiel |
| ---------------------- | ------- | ---------------------- | -------- | --------- |
| Šiauliai Universitetas | 89:45   | HC Mamuli Tbilisi      | 44:22    | 45:23     |
| Sheriff Tiraspol       | 49:58   | RK Legno Sarajevo      | 21:30    | 28:28     |
| ŠKP Bratislava         | 45:45 † | ASK Riga               | 26:24    | 19:21     |
| HC Kiffen 08           | 59:63   | Grammar School Nicosia | 29:32    | 30:31     |

## Runde 3
Die Hin- und Rückspiele fanden zwischen dem 10. November 2000 und dem 19. November 2000 statt.
|                        | Gesamt |                           | Hinspiel | Rückspiel |
| ---------------------- | ------ | ------------------------- | -------- | --------- |
| KC Veszprém            | 75:36  | Šiauliai Universitetas    | 37:18    | 38:18     |
| Handball Esch          | 49:59  | TSV St. Otmar St. Gallen  | 25:27    | 24:32     |
| TV Großwallstadt       | 78:31  | Grammar School Nicosia    | 38:15    | 40:16     |
| Fibrex Săvineşti       | 42:45  | IFK Skövde HK             | 25:21    | 17:24     |
| SG Flensburg-Handewitt | 70:39  | GAS Archelaos Katerinis   | 35:18    | 35:21     |
| ASK Riga               | 48:63  | Prule 67 Ljubljana        | 29:38    | 19:25     |
| SIF Håndball           | 56:58  | Dukla Prag                | 32:30    | 24:28     |
| Maccabi Raʿanana       | 38:53  | US Dunkerque HB           | 26:27    | 12:26     |
| Ademar León            | 58:39  | Çankaya Belediyesi Ankara | 32:15    | 26:24     |
| Arkatron Minsk         | 40:63  | FC Porto                  | 18:35    | 22:28     |
| Alpi Prato             | 46:54  | Bregenz Handball          | 23:24    | 23:30     |
| Iskra Kielce           | 61:52  | Kaustik Wolgograd         | 42:26    | 19:26     |
| CBM Valladolid         | 85:35  | RK Legno Sarajevo         | 46:17    | 39:18     |
| HC Tongeren            | 31:41  | RK Zamet Rijeka           | 15:16    | 16:25     |
| RK Sintelon            | 66:39  | HV Tachos Waalwijk        | 34:20    | 32:19     |
| HC Browary             | 39:53  | Skjern Håndbold           | 23:23    | 16:30     |

## Runde 4
Die Hin- und Rückspiele fanden zwischen dem 9. Dezember 2000 und dem 17. Dezember 2000 statt.
|                        | Gesamt |                          | Hinspiel | Rückspiel |
| ---------------------- | ------ | ------------------------ | -------- | --------- |
| RK Zamet Rijeka        | 41:53  | FC Porto                 | 20:21    | 21:32     |
| SG Flensburg-Handewitt | 56:54  | IFK Skövde HK            | 30:25    | 26:29     |
| KC Veszprém            | 57:41  | Bregenz Handball         | 30:24    | 27:17     |
| Prule 67 Ljubljana     | 58:49  | Dukla Prag               | 29:25    | 29:24     |
| CBM Valladolid         | 75:56  | TSV St. Otmar St. Gallen | 37:25    | 38:31     |
| US Dunkerque HB        | 33:51  | Ademar León              | 19:21    | 14:30     |
| Iskra Kielce           | 44:51  | TV Großwallstadt         | 25:26    | 19:25     |
| Skjern Håndbold        | 55:60  | RK Sintelon              | 33:28    | 22:32     |

## Viertelfinals
Die Hinspiele fanden am 24./25. Februar 2001 statt und die Rückspiele am 3./4. März 2001.
|                        | Gesamt  |                    | Hinspiel | Rückspiel |
| ---------------------- | ------- | ------------------ | -------- | --------- |
| Ademar León            | 53:46   | RK Sintelon        | 29:26    | 24:20     |
| FC Porto               | 54:55   | CBM Valladolid     | 37:26    | 17:29     |
| TV Großwallstadt       | 52:52 ‡ | Prule 67 Ljubljana | 28:22    | 24:30     |
| SG Flensburg-Handewitt | 53:42   | KC Veszprém        | 31:22    | 22:20     |

## Halbfinals
Die Hinspiele fanden am 24./25. März 2001 statt und die Rückspiele am 31. März und 1. April 2001.
|                  | Gesamt |                        | Hinspiel | Rückspiel |
| ---------------- | ------ | ---------------------- | -------- | --------- |
| TV Großwallstadt | 45:51  | SG Flensburg-Handewitt | 21:22    | 24:29     |
| Ademar León      | 69:46  | CBM Valladolid         | 36:24    | 33:22     |

## Finale
Das Hinspiel fand am 21. April 2001 in Flensburg statt und das Rückspiel am 28. April 2001 in León.
|                        | Gesamt |             | Hinspiel | Rückspiel |
| ---------------------- | ------ | ----------- | -------- | --------- |
| SG Flensburg-Handewitt | 51:49  | Ademar León | 32:25    | 19:24     |